# The Kate Logan Affair
The Kate Logan Affair es una película de 2010 dirigida por Noël Mitrani. Es protagonizada por Alexis Bledel, Laurent Lucas y Noémie Godin-Vigneau.y noël Mitrani. Es protagonizado por Alexis Blede, Laurent Lucas y Noémie Godin- Vigneau.

## Sinopsis
Kate Logan, una joven policía psicológicamente inestable y un hombre francés casado, se encuentran atrapados en una dramática aventura retorcida.
Benoit Gando, un ejecutivo francés de 41 años que visita Canadá para participar en una conferencia sobre seguros en Bruce -una localidad de Alberta a poco más de 100 kilómetros del este de Edmonton-, comienza su primer día de estadía en forma tranquila, sin imaginar lo que el destino le habrá de deparar. Cuando se dirige al lugar de la reunión y realiza una compra en un negocio al paso, al salir del mismo es detenido por Kate Logan, una joven policía que creyó ver en él a un peligroso delincuente a quien se trataba de localizar; después de haberse dado cuenta de su error, le pide disculpas dejándolo en libertad. Horas después Kate lo ubica nuevamente y lo invita a tomar una copa como una muestra de gentileza para compensar de ese modo el mal momento pasado por Benoit. Hasta ahí todo resulta natural, pero con mucha sutileza las expresiones de Kate dejan en el espectador la impresión de que la joven no se encuentra psicológicamente estable.
Un hecho conduce al otro y debido a la insistencia de Kate, a la cual Benoit le resulta difícil rechazar, se produce un segundo encuentro donde ella termina seduciéndolo a pesar de saber que él es un hombre de familia casado y que jamás había engañado a su mujer. Sería imprudente revelar más sobre la evolución de esta historia por la intriga que se va desarrollando, excepto señalar que Benoit se ve cada vez más expuesto a una relación no buscada y cuanto más trata de desembarazarse de Kate, menos lo consigue hasta culminar en una situación límite.

## Elenco
- Alexis Bledel como la policía Kate Logan.
- Laurent Lucas como Benoît Gando.
- Noémie Godin-Vigneau como Valérie Gando.

## Producción
El rodaje comenzó en septiembre de 2009, en Montreal, Canadá, y después en octubre en la provincia canadiense de Alberta.

## Comentario
No es muy frecuente que un film donde prácticamente hay sólo dos personajes pueda ofrecer la intensa tensión que aquí se aprecia. En forma concisa, con un guion muy bien estructurado y un desenlace nihilista completamente opuesto a las convenciones del género, Mitrani ha logrado un muy buen film policial que cuenta con interpretaciones inobjetables por parte de Alexis Bledel y Laurent Lucas